# Liste der Baudenkmale in Carterton
Die Liste der Baudenkmale in Carterton umfasst alle vom New Zealand Historic Places Trust (NZHPT) als „Historic Place“ oder „Historic Area“ eingestuften Baudenkmale und Flächendenkmale der neuseeländischen Ortschaft Carterton. Die Angaben stammen aus dem Register des NZHPT. Die Bezeichnungen der Baudenkmale orientieren sich an diesem Register. In die Liste werden auch bekannte Wahi Tapu (Area), kulturell und religiös bedeutsame Stätten und Gebiete der Māori, aufgenommen. Sie werden jedoch meist nicht publiziert.

| Bild           | Bezeichnung                 | Ort        | Anschrift                                                    | Beschreibung          | Bauzeit    | Eintrag          | Nummer | Kat. |
| -------------- | --------------------------- | ---------- | ------------------------------------------------------------ | --------------------- | ---------- | ---------------- | ------ | ---- |
| BW             | Sayer's Slab Whare          | Carterton  | Arcus Road Karte (ungenau)                                   | Wohnhütte             | 1859–1860  | 30. Juni 1998    | 7429   | 1    |
| weitere Bilder | Wakelin's Flourmill         | Carterton  | 147 High Street South Karte                                  | Mühle                 | 1868, 1875 | 9. Dezember 2005 | 7634   | 1    |
| BW             | Carter Home                 | Carterton  | 84 Moreton Road, Parkvale Karte                              | Altersheim            | 1901       | 30. Juni 2006    | 7663   | 1    |
| BW             | Carrington House            | Carterton  | High Street North (State Highway 2) und Andersons Line Karte | Wohnhaus              | n.a.       | 23. Juni 1983    | 2862   | 2    |
| BW             | Glendower Woolshed          | Carterton  | Ponatahi Road, R.D.2 Karte (ungenau)                         | Wollschuppen          | n.a.       | 23. Juni 1983    | 2863   | 2    |
| BW             | Glendower                   | Charterton | Ponatahi Road, R.D.2 Karte                                   | Wohnhaus              | n.a.       | 23. Juni 1983    | 1290   | 2    |
| weitere Bilder | Public Library              | Charterton | 5 Holloway Street Karte                                      | Bibliothek            | 1881       | 23. Juni 1983    | 1292   | 2    |
| BW             | St Mark's Church (Anglican) | Charterton | High Street South Karte                                      | Kirche, anglikanische | n.a.       | 23. Juni 1983    | 1293   | 2    |